# Alabanda
Alabanda (Agavo, Alaband, Allabanda, Albaland, Bielina, Alba Luna, Albalant, Damalewicz) – starodawny polski herb szlachecki. Według opinii Bartosza Paprockiego, herb ten przybył do Polski z Włoch. Na bazie różnych publikacji oraz badań historycznych, zostało potwierdzonych 9 rodów pieczętujących się herbem Alabanda. Najstarszy znany wizerunek herbu to pieczęć z 1278 roku.

## Opis herbu

### Opis historyczny
Bartosz Paprocki blazonuje herb następująco:

(...) miesiąc biały, na nim czarna głowa końska na polu czarnem.

Według Juliusza Ostrowskiego:

W polu czarnem na półksiężycu srebrnym, takiejże barwy łeb koński z szyją w lewo. Nad hełmem w koronie trzy piorą strusie.

W herbarzu Piotra Małachowskiego występuje informacja:

Miesiąc nie pełny, w Miesiącu szyja końska z głową, w polu czerwonym. W hełmie 3 albo 5 pior strusich.

Kasper Niesiecki opisał go:

(...) na tarczy ma biały Księżyc, jak na nowi niezupełny, prosto obiema rogami do góry skierowany, między któremi jest końska głowa, szyją Księżyca tykająca, w lewą tarczy obrócona, w polu czarnem według Paprockiego, brudnem według Bielskiego, szarem według Okolskiego, na hełmie jedni z nich pięć, drudzy trzy pióra strusie kładą.

### Opis współczesny
Opis skonstruowany współcześnie brzmi następująco:
Na tarczy w polu czarnym z półksiężyca, barkiem w dół, łeb koński wyrasta, oba srebrne, głowa skierowana w lewą stronę herbu.
W klejnocie trzy pióra strusie.
Labry herbowe czarne, podbite srebrem.

## Geneza

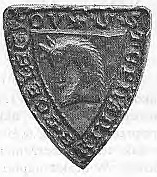
Pieczęć Stefana de Kobylaglowa z 1278 r.

Bartosz Paprocki w swoim herbarzu, twierdzi, że herb pochodzi z czasów, gdy w Polsce dopiero zaczynała rozwijać się wiara chrześcijańska, biskup o imieniu Lucidus przybył z Włoch do Kruszwicy w 993 roku, wraz ze swoim herbem – Alabandą. Zmarł w Dzierznie, pochowany w kościele, który sam ufundował. Po Lucidusie nastał Laurentius (również cudzoziemiec), określany po łacinie jako humili stirpe. Nie ma informacji o potomstwie oraz wcześniejszych członkach tej rodziny. Piotr Małachowski pisze natomiast, że herb przybył do Polski z Włoch za czasów Mieczysława I (Mieszka I), około roku 967. W herbarzu Kaspra Niesieckiego można doczytać się informacji o przyniesieniu danego herbu z Włoch do Polski przez Jasnacha (Lucidusa), pierwszego biskupa Kruświckiego. Według podania Zbigniewa Leszczyca, Lucidus umarł w 993 roku, kłóci się to z przytoczoną wcześniej informacją Paprockiego, który opisał przybycie danej osoby do Polski w tym właśnie roku. 
Znana jest pieczęć Stefana i Strzeżywoja Kobylagłowów z 1278 roku, a także zapiska sądowa z r. 1448, choć herb w danej zapisce występował pod nazwą Belina. 
Hipolit Stupnicki twierdzi, że nie jest pewne czy Włoch, o imieniu Mamphiola, w roku 1395 nominowany na biskupstwo płockie, używał herbu Alabanda. Zbigniew Leszczyc podaje natomiast, że ten sam człowiek był biskupem płockim od roku 1391 i używał tego herbu.
Pośród wielu opinii heraldyków panuje przeświadczenie, że herb zaginął w XVI wieku.

## Herbowni
Lista herbownych w artykule sporządzona została na podstawie wiarygodnych źródeł, zwłaszcza klasycznych i współczesnych herbarzy. Należy jednak zwrócić uwagę na częste zjawisko przypisywania rodom szlacheckim niewłaściwych herbów, szczególnie nasilone w czasie legitymacji szlachectwa przed zaborczymi heroldiami, co zostało następnie utrwalone w wydawanych kolejno herbarzach. Identyczność nazwiska nie musi oznaczać przynależności do danego rodu herbowego. Przynależność taką mogą bezspornie ustalić wyłącznie badania genealogiczne.
Pełna lista herbownych nie jest dziś możliwa do odtworzenia, także ze względu na zniszczenie i zaginięcie wielu akt i dokumentów w czasie II wojny światowej (m.in. w czasie powstania warszawskiego w 1944 spłonęło ponad 90% zasobu Archiwum Głównego w Warszawie, gdzie przechowywana była większość dokumentów staropolskich). Lista nazwisk znajdująca się w artykule pochodzi z Herbarza polskiego, Tadeusza Gajla (7 nazwisk). Występowanie na liście nazwiska nie musi oznaczać, że konkretna rodzina pieczętowała się herbem Alabanda. Często te same nazwiska są własnością wielu rodzin reprezentujących wszystkie stany dawnej Rzeczypospolitej, tj. chłopów, mieszczan, szlachtę. Jest to jednakże dotychczas najpełniejsza lista herbownych, uzupełniana ciągle przez autora przy kolejnych wydaniach Herbarza. Tadeusz Gajl wymienia następujące nazwiska uprawnionych do używania herbu Alabanda:
Alabanda, Azulewicz,
Frezer, Fryzer,
Koproski, Koprowski,
Protobowier.
Według Nikolaja Ivanoviča Pavliščeva, herbem pieczętował się również ród z nazwiskiem:
Dulęba.
Dodatkowo, znane jest jedno nazwisko ze wspomnianej wcześniej pieczęci z 1278 roku:
Kobylagłowa.
Łącznie: 9 nazwisk.